# Măicănești (gmina)
Măicănești – gmina w Rumunii, w okręgu Vrancea. Obejmuje miejscowości Măicănești, Belciugele, Râmniceni, Slobozia Botești, Stupina i Tătaru. W 2011 roku liczyła 4612 mieszkańców.